# سیارک ۹۹۹۵۰
سیارک ۹۹۹۵۰ (به انگلیسی: 99950 Euchenor، نامگذاری:1973SC1) نود و نه هزار و نهصد و پنجاهمین سیارک کشف شده‌است که در ۱۹ سپتامبر ۱۹۷۳ کشف شد.